# E-Prix de Ciudad de México de 2017
El e-Prix de Ciudad de México de 2017 (oficialmente, el 2016-17 FIA Formula E Mexico City e-Prix) es una carrera de monoplazas eléctricos del campeonato de la FIA de Fórmula E que transcurrirá el 1 de abril de 2017 en el Autódromo Hermanos Rodríguez en la Ciudad de México, México.
La cuarta carrera de la Fórmula E, disputada en la Ciudad de México, permitió al piloto de Audi Lucas di Grassi quedarse con su primera victoria. Con ella, Di Grassi reduce a cinco puntos la distancia con el líder del campeonato, Sébastien Buemi. Completaron el podio el francés Vergne y el británico Bird.

## Entrenamientos libres
Todos los horarios corresponden al huso horario local (UTC-6).

### Primeros libres
| Hora de inicio 8:00 - Hora de finalización 8:45 |     |                        |                                |          |            |         |
| Pos.                                            | N.º | Piloto                 | Equipo                         | Tiempo   | Diferencia | Vueltas |
| 1                                               | 9   | Sébastien Buemi        | Renault e.Dams                 | 1:02.222 | —          | 29      |
| 2                                               | 6   | Loïc Duval             | Faraday Future Dragon Racing   | 1:02.727 | +0.505     | 27      |
| 3                                               | 7   | Jérôme d'Ambrosio      | Faraday Future Dragon Racing   | 1:02.923 | +0.701     | 22      |
| 4                                               | 25  | Jean-Éric Vergne       | Techeetah                      | 1:03.224 | +1.002     | 29      |
| 5                                               | 27  | Robin Frijns           | Andretti Formula E Team        | 1:03.319 | +1.097     | 29      |
| 6                                               | 2   | Sam Bird               | DS Virgin Racing               | 1:03.405 | +1.183     | 26      |
| 7                                               | 4   | Stéphane Sarrazin      | Venturi Formula E Team         | 1:03.421 | +1.199     | 29      |
| 8                                               | 11  | Lucas di Grassi        | ABT Schaeffler Audi Sport      | 1:03.462 | +1.240     | 32      |
| 9                                               | 66  | Daniel Abt             | ABT Schaeffler Audi Sport      | 1:03.578 | +1.356     | 32      |
| 10                                              | 20  | Mitch Evans            | Panasonic Jaguar Racing        | 1:03.621 | +1.399     | 28      |
| 11                                              | 19  | Felix Rosenqvist       | Mahindra Racing Formula E Team | 1:03.706 | +1.484     | 29      |
| 12                                              | 8   | Nicolas Prost          | Renault e.Dams                 | 1:03.761 | +1.539     | 27      |
| 13                                              | 37  | José María López       | DS Virgin Racing               | 1:03.807 | +1.585     | 27      |
| 14                                              | 23  | Nick Heidfeld          | Mahindra Racing Formula E Team | 1:03.841 | +1.619     | 29      |
| 15                                              | 3   | Nelson Piquet, Jr.     | NextEV NIO                     | 1:03.934 | +1.712     | 33      |
| 16                                              | 88  | Oliver Turvey          | NextEV NIO                     | 1:04.052 | +1.830     | 33      |
| 17                                              | 28  | António Félix da Costa | Andretti Formula E Team        | 1:04.117 | +1.895     | 32      |
| 18                                              | 5   | Maro Engel             | Venturi Formula E Team         | 1:04.330 | +2.108     | 27      |
| 19                                              | 33  | Esteban Gutiérrez      | Techeetah                      | 1:04.335 | +2.113     | 34      |
| 20                                              | 47  | Adam Carroll           | Panasonic Jaguar Racing        | 1:04.700 | +2.478     | 26      |

### Segundos libres
| Hora de inicio 10:30 - Hora de finalización 11:00 |    |                        |                                |          |            |         |
| Pos.                                              | Nº | Piloto                 | Equipo                         | Tiempo   | Diferencia | Vueltas |
| 1                                                 | 9  | Sébastien Buemi        | Renault e.Dams                 | 1:02.164 | —          | 21      |
| 2                                                 | 11 | Lucas di Grassi        | ABT Schaeffler Audi Sport      | 1:02.275 | +0.111     | 19      |
| 3                                                 | 25 | Jean-Éric Vergne       | Techeetah                      | 1:02.286 | +0.122     | 17      |
| 4                                                 | 23 | Nick Heidfeld          | Mahindra Racing Formula E Team | 1:02.562 | +0.398     | 12      |
| 5                                                 | 66 | Daniel Abt             | ABT Schaeffler Audi Sport      | 1:02.588 | +0.424     | 23      |
| 6                                                 | 3  | Nelson Piquet, Jr.     | NextEV NIO                     | 1:02.813 | +0.649     | 16      |
| 7                                                 | 5  | Maro Engel             | Venturi Formula E Team         | 1:02.839 | +0.675     | 23      |
| 8                                                 | 28 | António Félix da Costa | Andretti Formula E Team        | 1:02.855 | +0.691     | 15      |
| 9                                                 | 88 | Oliver Turvey          | NextEV NIO                     | 1:02.877 | +0.713     | 18      |
| 10                                                | 6  | Loïc Duval             | Faraday Future Dragon Racing   | 1:02.882 | +0.718     | 17      |
| 11                                                | 4  | Stéphane Sarrazin      | Venturi Formula E Team         | 1:02.915 | +0.751     | 12      |
| 12                                                | 8  | Nicolas Prost          | Renault e.Dams                 | 1:02.997 | +0.833     | 18      |
| 13                                                | 33 | Esteban Gutiérrez      | Techeetah                      | 1:03.055 | +0.891     | 16      |
| 14                                                | 27 | Robin Frijns           | Andretti Formula E Team        | 1:03.187 | +1.023     | 19      |
| 15                                                | 2  | Sam Bird               | DS Virgin Racing               | 1:03.194 | +1.030     | 19      |
| 16                                                | 37 | José María López       | DS Virgin Racing               | 1:03.297 | +1.133     | 20      |
| 17                                                | 20 | Mitch Evans            | Panasonic Jaguar Racing        | 1:03.700 | +1.536     | 19      |
| 18                                                | 7  | Jérôme d'Ambrosio      | Faraday Future Dragon Racing   | 1:03.747 | +1.583     | 18      |
| 19                                                | 19 | Felix Rosenqvist       | Mahindra Racing Formula E Team | 1:03.760 | +1.596     | 19      |
| 20                                                | 47 | Adam Carroll           | Panasonic Jaguar Racing        | 1:04.176 | +2.012     | 16      |

## Clasificación
Todos los horarios corresponden al huso horario local (UTC-6).

### Resultados
| Hora de inicio 12:00 - Hora de finalización 12:36 |     |                        |                                |            |            |    |
| Pos.                                              | N.º | Piloto                 | Equipo                         | Tiempo     | Diferencia | P. |
| 1                                                 | 88  | Oliver Turvey          | NextEV NIO                     | 1:02.712   | —          | SP |
| 2                                                 | 66  | Daniel Abt             | ABT Schaeffler Audi Sport      | 1:02.765   | +0.053     | SP |
| 3                                                 | 37  | José María López       | DS Virgin Racing               | 1:02.831   | +0.119     | SP |
| 4                                                 | 5   | Maro Engel             | Venturi Formula E Team         | 1:02.974   | +0.262     | SP |
| 5                                                 | 25  | Jean-Éric Vergne       | Techeetah                      | 1:02.983   | +0.271     | SP |
| 6                                                 | 23  | Nick Heidfeld          | Mahindra Racing Formula E Team | 1:03.022   | +0.310     | 4  |
| 7                                                 | 2   | Sam Bird               | DS Virgin Racing               | 1:03.099   | +0.387     | 5  |
| 8                                                 | 28  | António Félix da Costa | Andretti Formula E Team        | 1:03.363   | +0.651     | 6  |
| 9                                                 | 7   | Jérôme d'Ambrosio      | Faraday Future Dragon Racing   | 1:03.366   | +0.654     | 19 |
| 10                                                | 9   | Sébastien Buemi        | Renault e.Dams                 | 1:03.402   | +0.690     | 7  |
| 11                                                | 19  | Felix Rosenqvist       | Mahindra Racing Formula E Team | 1:03.425   | +0.713     | 8  |
| 12                                                | 4   | Stéphane Sarrazin      | Venturi Formula E Team         | 1:03.491   | +0.779     | 17 |
| 13                                                | 33  | Esteban Gutiérrez      | Techeetah                      | 1:03.509   | +0.797     | 9  |
| 14                                                | 47  | Adam Carroll           | Panasonic Jaguar Racing        | 1:03.553   | +0.841     | 10 |
| 15                                                | 20  | Mitch Evans            | Panasonic Jaguar Racing        | 1:03.563   | +0.851     | 11 |
| 16                                                | 8   | Nicolas Prost          | Renault e.Dams                 | 1:03.589   | +0.877     | 13 |
| 17                                                | 27  | Robin Frijns           | Andretti Formula E Team        | 1:03.688   | +0.976     | 14 |
| 18                                                | 11  | Lucas di Grassi        | ABT Schaeffler Audi Sport      | 1:03.690   | +0.978     | 15 |
| 19                                                | 3   | Nelson Piquet, Jr.     | NextEV NIO                     | 1:04.082   | +1.370     | 16 |
| 20                                                | 6   | Loïc Duval             | Faraday Future Dragon Racing   | Sin tiempo |            | 20 |

Notas:
1. ↑  «México recibe por segundo año consecutivo a la Fórmula E». SoyMotor.com. Consultado el 31 de marzo de 2017.
2. ↑  «Di Grassi produces masterpiece in Mexico – Formula E». www.fiaformulae.com (en inglés). Consultado el 3 de abril de 2017.
3. 1 2 3  «Race Results – Formula E». www.fiaformulae.com (en inglés). Archivado desde el original el 12 de septiembre de 2017. Consultado el 1 de abril de 2017.
4. 1 2 3 4 5  Las primeras 5 posiciones de la parrilla van a ser determinadas por una Super Pole.
5. ↑  Le fueron quitados los tiempos por baja presión en los neumáticos.
6. ↑  Fue penalizado con 10 posiciones en la parrilla de salida por modificación de la caja de cambios.

### Super Pole
| Hora de inicio 12:45 - Hora de finalización 13:00 |    |                  |                           |          |            |    |
| Pos.                                              | Nº | Piloto           | Equipo                    | Tiempo   | Diferencia | P. |
| 1                                                 | 66 | Daniel Abt       | ABT Schaeffler Audi Sport | 1:02.711 | —          | 18 |
| 2                                                 | 88 | Oliver Turvey    | NextEV NIO                | 1:02.867 | +0.156     | 1  |
| 3                                                 | 5  | Maro Engel       | Venturi Formula E Team    | 1:03.045 | +0.334     | 12 |
| 4                                                 | 37 | José María López | DS Virgin Racing          | 1:03.072 | +0.361     | 2  |
| 5                                                 | 25 | Jean-Éric Vergne | Techeetah                 | 1:03.202 | +0.491     | 3  |

Notas:
1. ↑  Le fueron quitados los tiempos por baja presión en los neumáticos.
2. ↑  Fue penalizado con 10 posiciones en la parrilla de salida por modificación de la caja de cambios.

## Carrera
Todos los horarios corresponden al huso horario local (UTC-6).

### Resultados
| Hora de inicio 16:00 |    |                        |                                |       |                 |    |        |
| Pos.                 | Nº | Piloto                 | Equipo                         | Vtas. | Tiempo/Retirado | P. | Puntos |
| 1                    | 11 | Lucas di Grassi        | ABT Schaeffler Audi Sport      | 45    | 56:27.535       | 15 | 25     |
| 2                    | 25 | Jean-Éric Vergne       | Techeetah                      | 45    | +1.966          | 3  | 18     |
| 3                    | 2  | Sam Bird               | DS Virgin Racing               | 45    | +5.480          | 5  | 15     |
| 4                    | 20 | Mitch Evans            | Panasonic Jaguar Racing        | 45    | +9.770          | 11 | 12     |
| 5                    | 8  | Nicolas Prost          | Renault e.Dams                 | 45    | +9.956          | 13 | 10     |
| 6                    | 37 | José María López       | DS Virgin Racing               | 45    | +10.631         | 2  | 8      |
| 7                    | 66 | Daniel Abt             | ABT Schaeffler Audi Sport      | 45    | +11.694         | 18 | 6      |
| 8                    | 47 | Adam Carroll           | Panasonic Jaguar Racing        | 45    | +13.722         | 10 | 4      |
| 9                    | 3  | Nelson Piquet, Jr.     | NextEV NIO                     | 45    | +14.156         | 16 | 2      |
| 10                   | 33 | Esteban Gutiérrez      | Techeetah                      | 45    | +15.717         | 9  | 1      |
| 11                   | 27 | Robin Frijns           | Andretti Formula E Team        | 45    | +21.459         | 14 |        |
| 12                   | 23 | Nick Heidfeld          | Mahindra Racing Formula E Team | 45    | +27.232         | 4  |        |
| 13                   | 9  | Sébastien Buemi        | Renault e.Dams                 | 45    | +1:01.365       | 7  | 1      |
| 14                   | 7  | Jérôme d'Ambrosio      | Faraday Future Dragon Racing   | 45    | +1:09.646       | 19 |        |
| 15                   | 4  | Stéphane Sarrazin      | Venturi Formula E Team         | 44    | +1 vuelta       | 17 |        |
| 16                   | 19 | Felix Rosenqvist       | Mahindra Racing Formula E Team | 43    | +2 vuelta       | 8  |        |
| Ret                  | 5  | Maro Engel             | Venturi Formula E Team         | 38    | Potencia        | 12 |        |
| Ret                  | 28 | António Félix da Costa | Andretti Formula E Team        | 32    | Caja de cambios | 6  |        |
| Ret                  | 6  | Loïc Duval             | Faraday Future Dragon Racing   | 25    | Caja de cambios | 20 |        |
| Ret                  | 88 | Oliver Turvey          | NextEV NIO                     | 12    | Caja de cambios | 1  | 3      |

Notas:
1. ↑  Un punto adicional para el que marco la vuelta rápida en carrera. (Sébastien Buemi)
2. ↑  Tres puntos adicionales para el que marco la pole position. (Oliver Turvey)